# Fonds commun de placement
Ein Fonds commun de placement (FCP oder F.C.P.) ist ein nach französischem oder luxemburgischem Recht gegründeter Investmentfonds.
Der FCP entspricht dem Konstrukt des Sondervermögens- bzw. Wertpapier-Investmentfonds nach deutschem Recht.
Ein FCP ist jedoch keine Gesellschaft, sondern ein vertraglich geregeltes Gesamthandseigentum, im Französischen: „Propriété collective indivise“. Geregelt wird diese in Luxemburg durch das Gesetz vom 17. Dezember 2010 über die Organismen für gemeinsame Anlagen sowie das Gesetz vom 13. Februar 2007 über die Spezialfonds (Spezialfondsgesetz). Ziel des FCP sind alle Arten von Finanzanlagen nach dem Grundsatz der Risikostreuung. Entscheidend ist, dass der Investmentfonds nicht für die Verpflichtungen der Verwaltungsgesellschaft oder der Anteilseigner haftet. So haben die Gläubiger einer Verwaltungsgesellschaft im Fall von Zahlungsschwierigkeiten nicht die Möglichkeit, auf die investierten Gelder des Fonds zurückzugreifen, wodurch die Anleger des Fonds geschützt werden.
Neben dem FCP gibt es nach französischem oder luxemburgischem Recht die SICAV als Kapitalgesellschaft. Genau wie der FCP investiert die SICAV in unterschiedliche Finanzinstrumente, hat jedoch als Gesellschaft einen anderen steuerlichen Status.